# Naphtenöl
Ein Rohöl wird als Naphtenhaltiges Öl bezeichnet, wenn es eine große Menge Naphtha enthält, eine Erdölfraktion, die eine große Menge gesättigter zyklischer Kohlenwasserstoffe enthält. Das einfachste davon ist Cyclohexan.
Naphtenhaltige Öle haben gegenüber Paraffinisches Öl einen geringen Pourpoint und einen niedrigeren Stockpunkt.

## Gewinnung
Rohöl wird aus dem Grundgestein gewonnen und anschließend in mehreren Schritten verarbeitet, wobei natürliche Verunreinigungen und unerwünschte Kohlenwasserstoffe entfernt werden. Bei diesem Trennprozess entsteht Mineralöl, das wiederum als paraffinisch, naphtenhaltig oder aromatisch bezeichnet werden kann.
Die Veredelung geschieht im Allgemeinen in einer Raffinerie, indem der Naphtha-Anteil durch einen katalytischen Reformer geleitet wird. Gesättigte zyklische Verbindungen geben einen Teil ihres Wasserstoffs ab, wodurch aromatische Kohlenwasserstoffe mit hoher Oktanzahl entstehen. Das bei der katalytischen Reformierung entstehende „Reformat“ dient als Grundlage für Kraftstoffmischungen.

## Klassifikation
Die Unterschiede zwischen paraffinisch, naphtenhaltig oder aromatisch Ölsorten sind nicht eindeutig, sondern hängen hauptsächlich von den vorherrschenden Kohlenwasserstoffarten im Öl ab. Paraffinisches Öl enthält beispielsweise hauptsächlich höhere Alkane, während naphtenhaltige Öle einen hohen Anteil zyklischer Alkane im Gemisch aufweisen.
Die Klassifizierung von Rohöl bietet Raffinerien eine grobe Orientierung für die geeigneten Verarbeitungsbedingungen, um die gewünschten Produkte herzustellen. Begriffe wie paraffinisch, asphaltisch, aromatisch und naphtenhaltig sind seit langem im Einsatz. Mit dem Fortschritt der Erdölwissenschaft wurden zusätzliche physikalische und chemische Eigenschaften genutzt, um die Klassifizierung von Rohölen weiter zu verbessern. Trotzdem gibt es keine spezifische Definition für die Klassifizierung.
Die allgemeine Klassifizierung verschiedener Rohölsorten basiert auf den Richtlinien des American Petroleum Institute (API), in denen die Eigenschaften beispielsweise je nach Kohlenwasserstoffzusammensetzung und Schwefelgehalt variieren können.

## Eigenschaften von naphtenhaltigen Grundölen
Die vom Hersteller oder Käufer definierten Spezifikationen für Grundöle umfassen im Wesentlichen die für Flüssigkeiten üblichen physikalischen Eigenschaften: Dichte, Viskosität, Viskositätsindex (VI), Fließpunkt und Flammpunkt sowie Löslichkeitsinformationen anhand des Anilinpunkts oder der Viskositäts-Gravitations-Konstante (VGC). Naphtenbasierte Grundöle haben im Allgemeinen mittlere VI`s und sehr niedrige Fließpunkte, was sie für die Herstellung von Spezialschmierstoffen interessant macht. Aufgrund der geringen Mengen an linearen Paraffinen (n-Paraffinen) ist eine Entparaffinierung normalerweise nicht erforderlich.

### Viskositätsindex (VI)
Der Viskositätsindex (ASTM D2270) ist ein Maß für das Ausmaß der Viskositätsänderung mit der Temperatur; je höher der VI, desto geringer die Änderung. Der VI wird aus Viskositätsmessungen bei 40 °C und 100 °C berechnet. Die Viskositäten von paraffinischen und naphtenhaltigen Grundölen verhalten sich bei Temperaturänderungen sehr unterschiedlich. Normalerweise weisen paraffinische Grundöle geringere Viskositätsschwankungen (höherer VI) auf als naphtenhaltige Grundöle, die größere Schwankungen mit der Temperatur aufweisen (niedrigerer VI). Aufgrund ihres niedrigen bis mittleren VI eignen sich naphtenhaltige Grundöle besonders für Spezialanwendungen.

### Pourpoint
Der Pourpoint (ASTM D97) misst die Temperatur, bei der ein Grundöl nicht mehr fließt. Bei paraffinischen Grundölen liegen die Fließpunkte normalerweise zwischen −12 °C und −15 °C und werden durch den Betrieb der Entparaffinierungseinheit bestimmt. Die Fließpunkte von naphtenhaltigen Grundölen, die im Allgemeinen keinen Wachsanteil aufweisen, können viel niedriger sein (bis zu <−70 °C).

### Anilinpunkt
Der Anilinpunkt (ASTM D611) ist von erheblichem Wert bei der Charakterisierung von Erdölprodukten. Der Anilinpunkt ist ein Maß für die Fähigkeit des Grundöls, als Lösungsmittel zu wirken, und wird aus der Temperatur bestimmt, bei der gleiche Volumina Anilin und Grundöl löslich sind. Hohe Anilinpunkte (ungefähr 100 °C oder mehr) deuten auf ein paraffinisches Grundöl hin, während niedrige Anilinpunkte (weniger als 100 °C) auf ein naphtenisches oder aromatisches Grundöl hinweisen.

### Viscosity gravity constant (VGC)
Der VGC (ASTM 2501) ist ein Indikator für die Zusammensetzung und Löslichkeit von Grundölen und wird aus Dichte und Viskosität berechnet. Hohe Werte weisen auf eine höhere Löslichkeit und damit einen höheren Gehalt an Naphten oder Aromaten hin.

### Brechungsindex (RI)
Der Brechungsindex kann Aufschluss über die Zusammensetzung des Grundöls geben. Niedrige RI-Werte deuten auf paraffinische Materialien hin, hohe RI-Werte auf aromatische Bestandteile. Der RI-Wert steigt außerdem mit der Molekülmasse.

### Anwendungsgebiete
Naphtenöle haben außergewöhnliche Tieftemperatureigenschaften, eine hohe Kompatibilität mit vielen Polymeren und eine gute Lösungskraft. Diese Eigenschaften machen naphtenhaltige Öle besonders attraktiv für den Spezialölmarkt:
- Transformatorenöl. Naphtenhaltige Öle haben aufgrund eines niedrigen Viskositätsindex hervorragende Kühl- und Isoliereigenschaften. Die gute Löslichkeit der Öle ist auch wichtig für eine verbesserte Kompatibilität mit Dichtungen und Dichtungsringen.

- Prozessöle. Naphtenhaltige Öle werden aufgrund ihrer guten Lösungskraft in zahlreichen chemischen Prozessen eingesetzt. Dazu gehören beispielsweise Weichmacher in polymerbasierten Formulierungen, Rheologiemodifikatoren in Druckfarben und Trägeröl in Antischaummitteln. Naphtenhaltige Öle haben sich im Reifenölsegment als geeignet erwiesen, da sie nur einen geringen Gehalt an Polycyclische aromatische Kohlenwasserstoffe (PAK) aufweisen, die gesundheits- und umweltschädlich sind.

- Schmieröle. Grundöle werden zur Herstellung von Produkten wie Fetten und Industrieschmierstoffen benötigt. Naphtenhaltige Grundöle eignen sich besonders gut als Metallbearbeitungsflüssigkeiten. Die Hauptfunktionen des naphtenhaltigen Öls bestehen in diesem Fall in der Kühlung und Schmierung sowie in der Herstellung eines Gleichgewichts zwischen beiden.